# Cristina Bevilacqua
Cristina Bevilacqua (Broni, 9 marzo 1962) è una politica italiana.

## Biografia
Eletta alla Camera dei deputati nelle file del PCI nel 1987: avendo 25 anni, 2 mesi e 5 giorni il giorno delle elezioni, risulta essere fra le parlamentari più giovani della X Legislatura. In seguito alla svolta della Bolognina, aderì al Partito Democratico della Sinistra. Termina il proprio mandato parlamentare nel 1992.
Dal 2004 al 2009 è assessora al comune di Firenze con delega alla Partecipazione Democratica e ai Rapporti con i Quartieri.